# FFA Cup 2018
La Westfield FFA Cup 2018 è stata la 5ª edizione della coppa australiana di calcio. La competizione è iniziata il 10 febbraio 2018 ed è terminata il 30 ottobre 2018.
L'Adelaide Utd ha vinto la competizione per la seconda volta.

## Squadre partecipanti
Alla fase finale della competizione partecipano 32 squadre: 10 partecipanti alla A-League, 1 vincitore della NPL e 21 squadre provenienti dalle serie inferiori e vincitrici dei turni preliminari.
| A-League | Livello 2 | Livello 3        | Livello 4            |
| - Adelaide Utd - Brisbane Roar - C.C. Mariners - Melbourne City - Melbourne Victory - Newcastle Jets - Perth Glory - Sydney FC - Wellington Phoenix - Western Sydney | - Adelaide Comets - APIA Leichhardt - Armadale - Avondale - Canberra FC - Bentleigh Greens - Bonnyrigg White Eagles - Broadmeadow Magic - Cairns FC - Charlestown City Blues - Devonport City - Hakoah Sydney City East - Heidelberg Utd - Hellenic Athletic - Marconi Stallions - Northcote City - Olympic FC - Port Melbourne - Queensland Lions - Rockdale City Suns | - Gwelup Croatia | - Gold Coast Knights |

## Calendario
| Turno                | Date                         | Numero di incontri | Numero di squadre |
| -------------------- | ---------------------------- | ------------------ | ----------------- |
| Turni preliminari    | 10 febbraio - 23 giugno 2018 | 863                | 781 → 32          |
| Sedicesimi di finale | 25 luglio - 7 agosto 2018    | 16                 | 32 → 16           |
| Ottavi di finale     | 21-29 agosto 2018            | 8                  | 16 → 8            |
| Quarti di finale     | 18-26 settembre 2018         | 4                  | 8 → 4             |
| Semifinali           | 5-6 ottobre 2018             | 2                  | 4 → 2             |
| Finale               | 30 ottobre 2018              | 1                  | 2 → 1             |

## Turni preliminari
I 21 slot riservati alle squadre delle serie inferiori sono assegnati tramite otto turni preliminari, ai quali partecipano un totale di 781 squadre.
| Federazione regionale | Competizione                    | Qualificate ai sedicesimi |
| --------------------- | ------------------------------- | ------------------------- |
| Capital Football      | Capital Football Federation Cup | 1                         |
| Football NSW          | Waratah Cup                     | 5                         |
| NNSWF                 | NNSWF State Cup                 | 2                         |
| FNT                   | NT FFA Cup                      | 1                         |
| Football Queensland   | Kappa Queensland Cup            | 4                         |
| FSA                   | SA Federation Cup               | 1                         |
| Football Tasmania     | Milan Lakoseljac Cup            | 1                         |
| Football Victoria     | Dockerty Cup                    | 4                         |
| Football West         | State Cup                       | 2                         |

## Sedicesimi di finale
I sedicesimi di finale sono stati sorteggiati il 26 giugno 2018.
| Squadra 1              | Risultato   | Squadra 2               |
| ---------------------- | ----------- | ----------------------- |
| 25 luglio 2018         |             |                         |
| Avondale               | 4 - 1       | Marconi Stallions       |
| Port Melbourne         | 0 - 1       | APIA Leichhardt         |
| Canberra FC            | 1 - 4       | Broadmeadow Magic       |
| Queensland Lions       | 3 - 2       | Olympic FC              |
| Gwelup Croatia         | 0 - 4       | Adelaide Comets         |
| Bonnyrigg White Eagles | 2 - 1       | Hakoah Sydney City East |
| 1º agosto 2018         |             |                         |
| Rockdale City Suns     | 2 - 4       | Sydney FC               |
| Adelaide Utd           | 3 - 0       | C.C. Mariners           |
| Heidelberg Utd         | 2 - 1       | Charlestown City Blues  |
| Cairns FC              | 4 - 0       | Armadale                |
| 7 agosto 2018          |             |                         |
| Bentleigh Greens       | 1 - 0       | Wellington Phoenix      |
| Gold Coast Knights     | 0 - 1       | Newcastle Jets          |
| Brisbane Roar          | 0 - 1 (dts) | Melbourne City          |
| Northcote City         | 1 - 3       | Devonport City          |
| Hellenic Athletic      | 3 - 4       | Western Sydney          |
| Perth Glory            | 0 - 1       | Melbourne Victory       |

## Ottavi di finale
Gli ottavi di finale sono stati sorteggiati il 7 agosto 2018.
| Squadra 1              | Risultato | Squadra 2         |
| ---------------------- | --------- | ----------------- |
| 21 agosto 2018         |           |                   |
| Avondale               | 4 - 1     | Devonport City    |
| Broadmeadow Magic      | 0 - 4     | Bentleigh Greens  |
| APIA Leichhardt        | 3 - 2     | Melbourne Victory |
| Cairns FC              | 1 - 2     | Sydney FC         |
| 29 agosto 2018         |           |                   |
| Melbourne City         | 1 - 0     | Newcastle Jets    |
| Adelaide Comets        | 0 - 4     | Heidelberg Utd    |
| Queensland Lions       | 0 - 1     | Adelaide Utd      |
| Bonnyrigg White Eagles | 1 - 2     | Western Sydney    |

## Quarti di finale
| Squadra 1         | Risultato   | Squadra 2      |
| ----------------- | ----------- | -------------- |
| 19 settembre 2018 |             |                |
| Avondale          | 2 - 4 (dts) | Sydney FC      |
| Melbourne City    | 1 - 2       | Western Sydney |
| 26 settembre 2018 |             |                |
| Bentleigh Greens  | 1 - 0       | Heidelberg Utd |
| APIA Leichhardt   | 0 - 2       | Adelaide Utd   |

## Semifinali
| Squadra 1        | Risultato | Squadra 2    |
| ---------------- | --------- | ------------ |
| 5 ottobre 2018   |           |              |
| Bentleigh Greens | 0 - 2     | Adelaide Utd |
| 6 ottobre 2018   |           |              |
| Western Sydney   | 0 - 3     | Sydney FC    |

## Finale
| Adelaide 30 ottobre 2018, ore 19:30 UTC+11                              | Adelaide Utd | 2 – 1                | Sydney FC | Coopers Stadium (14 448 spett.) |
| \| \| \| \| \| Goodwin 25’, 74’ \| Marcatori \| 28’ (rig.) le Fondre \| |              |                      |           |                                 |
|                                                                         |              |                      |           |                                 |
| Goodwin 25’, 74’                                                        | Marcatori    | 28’ (rig.) le Fondre |           |                                 |